# Mount Palmerston
Mount Palmerston är ett berg i Kanada.   Det ligger i provinsen British Columbia, i den sydvästra delen av landet, 3 700 km väster om huvudstaden Ottawa. Toppen på Mount Palmerston är 1 765 meter över havet.
Terrängen runt Mount Palmerston är bergig åt sydväst, men åt nordost är den kuperad. Mount Palmerston är den högsta punkten i trakten. Trakten runt Mount Palmerston är nära nog obefolkad, med mindre än två invånare per kvadratkilometer.. Det finns inga samhällen i närheten. 
I omgivningarna runt Mount Palmerston växer i huvudsak barrskog.